# Herb Miękini
Herb Miękini – symbol miasta i gminy Miękinia.

## Wygląd i symbolika
Herb przedstawia na tarczy dzielonej w słup: w polu lewym zielonym dwa liście dębu, w polu prawym purpurowym (amarantowym) złoty kłos zboża. W centralnej części tarczy pole sercowe o barwie złotej z czarnym orłem dolnośląskim ze srebrną przepaską.